# Bogislav IX av Pommern
Bogislav IX av Pommern, född 1407 eller 1410, död 7 december 1446, var hertig av Pommern med residens i Stargard. Hans kusin på bådas fädernen, kung Erik av Danmark, Norge och Sverige, utsåg honom på grund av egen barnlöshet sannolikt redan 1416 till tronföljare i de tre nordiska länderna medan dessa ingick i Kalmarunionen, men det var ett tronskifte som aldrig förverkligades.

## Biografi
Bogislav var son till en av Eriks yngre farbröder Bogislav VIII och Sofia av Holstein. 1432 gifte han sig i Posen med Maria av Masovien, dotter till Siemovit IV och Alexandra av Litauen. De fick dottern Sofia, som gifte sig med Erik II av Pommern, och Alexandra och minst en till av okänt namn.
Under kriget mellan Polen och Tyska orden (1431–35) motsatte sig Bogislav orden till stöd för det polska kungadömet. Han blev senare inblandad i strider som gällde biskoparna i Kammin.
I en strävan att befästa sin egen fursteätt huset Grip i de nordiska länderna även efter sin död, och med hjälp av successionsbestämmelser från drottning Margaretas föregående tid vid makten, genomdrev kung Erik att Bogislav skulle efterträda honom, som säkrast i Norge men även i Danmark och Sverige. I Sverige stärktes först Bogislavs ställning genom att Eriks gemål drottning Filippa både fick ett stort område där att regera själv, praktiskt taget hela södra Svealand, om Erik skulle avlida, och att det dessutom skapades dokument där Filippa åtog sig att vara den som såg till att Bogislavs väg till de tre rikenas tron säkrades. Inget av ländernas riksråd kom emellertid att godta dessa planer. Filippa avled, fortfarande barnlös, redan 1430, och under åren 1439-1442 avsattes Erik som suverän över hela Kalmarunionen.
Vid sin död 1446 efterträddes Bogislav som pommersk hertig av Erik, som då enbart härskade över Gotland men som tre år senare återvände till ättens säte i Pommern. Bogislav begravdes i det 1407 anlagda klostret Marienkron i närheten av Rügenwalde.